# Michał Sikorski (podpułkownik)
Michał Sikorski (ur. 9 września 1882 w Warszawie, zm. 16 lipca 1939 tamże) – inżynier chemik, żołnierz armii rosyjskiej i podpułkownik uzbrojenia Wojska Polskiego II RP, kawaler Orderu Virtuti Militari.

## Życiorys
Urodził się 9 września 1882 w Warszawie w rodzinie Michała (zm. 1898) i Natalii z Bracławskich (zm. 1928). Był inżynierem chemikiem, absolwentem wydziału przyrodniczo-chemicznego Uniwersytetu Kijowskiego. W 1914 został zmobilizowany do armii rosyjskiej, gdzie służył w artylerii. Pod koniec grudnia 1917 został oficerem II Korpusu Polskiego w Rosji . Brał udział w bitwie pod Kaniowem.
Po zakończeniu I wojny światowej wstąpił do Wojska Polskiego. Brał udział w wojnie polsko-bolszewickiej jako starszy oficer w 3. baterii 11 pułku kresowym artylerii polowej. Szczególnie zasłużył się 17 października 1920 podczas walk o wieś Berezewo, gdzie „po śmierci dowódcy przejął kierowanie plutonem, który zaczął się wycofywać. Własnym przykładem porwał żołnierzy do kontrataku i gwałtownym natarciem odzyskał utracone pozycje /.../ otwierając huraganowy ogień na pozycje cofającego się nieprzyjaciela i zadając mu ciężkie straty”. Za tę postawę został odznaczony Orderem Virtuti Militari.
3 maja 1922 został zweryfikowany w stopniu majora ze starszeństwem z dniem 1 czerwca 1919 i 84. lokatą w korpusie oficerów artylerii, a jego oddziałem macierzystym był 22 pułk artylerii polowej. W 1923  dowodził w tym pułku II dywizjonem. W październiku 1924 został przydzielony z 22 pap do Szefostwa Artylerii i Uzbrojenia Dowództwa Okręgu Korpusu Nr I na stanowisko referenta. Do czerwca 1927 pełnił służbę w 6 pułku artylerii polowej w Krakowie na stanowisku zastępcy dowódcy pułku. 12 kwietnia 1927 został mianowany podpułkownikiem ze starszeństwem z dniem 1 stycznia 1927 i 8. lokatą w korpusie oficerów artylerii. W czerwcu 1927 został przeniesiony do kadry oficerów artylerii z równoczesnym przydziałem do Instytutu Badań Materiałów Uzbrojenia na stanowisko kierownika pracowni centrali badań chemicznych. W grudniu 1929 został przeniesiony do korpusu oficerów uzbrojenia z pozostawieniem na zajmowanym stanowisku w Instytucie Badań Materiałów Uzbrojenia.
Po zwolnieniu z czynnej służby wojskowej został zatrudniony w Instytucie Technicznym Uzbrojenia .
W 1934 pozostawał w ewidencji Powiatowej Komendy Uzupełnień Warszawa Miasto III. Posiadał przydział do Oficerskiej Kadry Okręgowej Nr I. Był wówczas „reklamowany na 12 miesięcy”.
Zmarł 16 lipca 1939 w Warszawie. Został pochowany na Cmentarzu Powązkowskim (kwatera 4-3-6) .
Był kawalerem.

## Ordery i odznaczenia
- Krzyż Srebrny Orderu Wojskowego Virtuti Militari nr 2270[1][14]
- Krzyż Niepodległości (16 marca 1933)[15][3] [1]
- Krzyż Kawalerski Orderu Odrodzenia Polski (2 maja 1922)[16][17]
- Krzyż Walecznych (dwukrotnie)[1][18]
- Medal Zwycięstwa („Médaille Interalliée”)[18]